# معطن السارة
معطن السارّة هي واحة في بلدية شعبية الكفرة في الركن الجنوبي الشرقي من ليبيا. تقع في الصحراء الليبية، 322 كيلومتر (200 ميل) جنوب غرب الكفرة. واحة هامشية، مع القليل من أشجار النخيل والمياه دون المستوى المطلوب، سمحت بإنشاء آخر طريق للقوافل العابرة للصحراء الكبرى في عام 1811. ومع ذلك، فقد تمت زيارتها تاريخيًا قليلًا من قبل البدو الرحل التبو والزغاوة.
في عام 1934، تم تسليم معطن السارّة كجزء من مثلث صرة إلى إيطاليا الفاشية من قبل السودان الأنجلو-مصري، الذي اعتبر المنطقة رمالاً لا قيمة لها واسترضاءً رخيصًا لمحاولات بينيتو موسوليني بناء إمبراطورية.
في عام 1972، شعر الزعيم الليبي معمر القذافي أن جعفر النميري من السودان؛ قد خان القضية العربية من خلال التوقيع على اتفاقية أديس أبابا لعام 1972، التي أنهت الحرب الأهلية السودانية الأولى. أسس قاعدة في معطن السارّة لتخزين الأسلحة، وكمنطقة انطلاق للمتمردين السودانيين؛ الذين تدربوا في القواعد في جوددائم ومعصر رأس قرب طرابلس. في يوليو 1976، غادر ألف من أتباع زعيم المعارضة السوداني الصادق المهدي الواحة، واقتحموا الخرطوم بعد عبور شمال دارفور وكردفان. هُزمت قوة المهدي فقط بعد أن: ضربت كتيبة دبابات المدينة بعد ثلاثة أيام من القتال العنيف.
كما أنشأت ليبيا قاعدة معطن السارّة الجوية، والتي استخدمت بكثافة خلال الصراع التشادي الليبي( 1978-1987). كانت القاعدة عرضة لغارة ناجحة للغاية( معركة معطن السارّة) في سبتمبر 1987 من قبل الجيش التشادي؛ والتي ساهمت في توقيع وقف إطلاق النار في نفس الشهر.